# 요시노역 (후쿠오카현)
요시노역(일본어: 吉野駅)은 일본 후쿠오카현 오무타시에 있는 규슈 여객철도 가고시마 본선의 역이다.

## 역 구조 및 승강장
상대식 승강장 2면 2선을 가지는 지상역. 서로의 승강장은 과선교로 연락하고 있다. 2번 승강장은 긴스이 근처로, 메이코 학원 부지 내에 직결하는 개찰구가 마련되어 있어, 아침만 개방되고 있다.
규슈 교통기획이 역 업무를 행하는 업무위탁역으로, 마르스는 없지만 POS 단말이 설치되어 있다. 또한 근거리 표의 승차권 자동 발매기가 설치되어 있다. SUGOCA의 이용은 가능하나, 카드 발매는 행하지 않지만 현금만 취급이 가능하다.
| 1 | ■ 가고시마 본선 | (하행) | 오무타 · 구마모토 · 야쓰시로 방면 |
| 2 | ■ 가고시마 본선 | (상행) | 구루메 · 도스 · 하카타 방면       |

## 이용 현황
- 1일 평균 승차 인원은 1,115명(2009년도).

## 역 주변
오무타 시의 북부에 있어 주변은 주택지이다. 역의 약 400m 북쪽을 국도 제208호선 및 서일본 철도 덴진오무타 선이 가고시마 본선과 병행하는 형태로 지나가고 있다.
- 메이코 학원 중학교 · 고등학교
- 구라나가역 - 서일본 철도 덴진오무타 선
- 국립 요양소 오무타 병원
- 규슈 신칸센 신오무타 역 - 약 3 km

## 역사
- 1991년 3월 16일 : 규슈 여객철도에 의해 개업.
- 2009년 3월 1일 : IC카드 SUGOCA의 이용을 개시.

## 인접 역
| 가고시마 본선            | 가고시마 본선                                       | 가고시마 본선        |
| ------------------------ | --------------------------------------------------- | -------------------- |
| 미나미세타카 모지코 방면 | ■ 쾌속 · ■ 쾌속 '구마모토 라이너' ■ 준쾌속 · ■ 보통 | 긴스이 가고시마 방면 |